# Szilárd Kun
Szilárd Kun, född 23 mars 1935 i Budapest, död 31 augusti 1987 i Budapest, var en ungersk sportskytt.
Kun blev olympisk silvermedaljör i snabbpistol vid sommarspelen 1952 i Helsingfors.